# Зауралска равнина
Заура̀лската равнина или Зауралски пенеплен (на руски: Зауральская равнина, Зауральский пенеплен) е равнина, включваща източните предпланински части на Среден и Южен Урал, заемаща източните части на Челябинска, Оренбургска и Свердловска област и западните части на Курганска област в Русия и участък от северните части на Казахстан.
Простира се от север на юг на протежение около 800 km и ширина до 100 km на север и над 200 km на юг. Средна височина 200 – 300 m, а отделни остатъчни височини до 500 – 600 m. Изградена е от вулканогенни, седиментни и метаморфни скали с палеозойска възраст и много гранити. Има слаб наклон на изток, като в това направление протичат множество реки от водосборния басейн на Тобол (ляв приток на Иртиш) – Ница, Пишма, Исет, Миас, Уй и др. Изпъстрена е с много езера (Аятско, Синара, Чебаркул и др.). На север е обрасла с иглолистна тайга и е силно заблатена, а на юг е заета от лесостепна и степна растителност.